# Законодательство апартеида в ЮАР
Законодательно закреплённая система расовой сегрегации в Южной Африке, известная как апартеид, была реализована и подкреплена множеством актов и законов. Это законодательство служило основой институтов расовой дискриминации и доминирования белых людей над людьми других рас. Хотя основная часть этого законодательства была принята после выборов правительства Национальной партии в 1948 году, ему предшествовало более раннее дискриминационное законодательство, принятое предыдущими британскими и африканерскими правительствами. Апартеид отличался от сегрегации в других странах систематическим закреплением его в законодательстве.

## Сегрегационное законодательство до апартеида
Хотя апартеид, как всеобъемлющий законодательный проект, по-настоящему начался после прихода к власти Национальной партии в 1948 году, многим из будущих законов апартеида предшествовали законы предыдущих британских и африканерских администраций в провинциях Южной Африки. Ранним примером является Закон Глена Грея, принятый в 1894 году в Капской колонии, который привел к ограничению земельных прав африканцев в контролируемых районах.

## Список законодательных актов апартеида в Южной Африке

### Регистрация населения и сегрегация
- Закон о регистрации населения 1950 года требовал, чтобы каждый южноафриканец был отнесен к одной из нескольких расовых «групп населения». Этот акт заложил основу, на которой впоследствии будет возведено все здание апартеида.
- Закон о предоставлении отдельных удобств 1953 года разрешал разделение общественных помещений, транспортных средств и услуг по признаку расы, даже если равные удобства не были доступны для всех рас.

Закон о резервировании отдельных удобств был отменен Законом об отмене дискриминационного законодательства в отношении общественных удобств 1990 года, а Закон о регистрации населения был отменен Законом об отмене Закона о регистрации населения 1991 года, но расовая классификация сохранялась в регистре населения до 1992 года.

### Резервирование рабочих мест и экономический апартеид
- Закон о шахтах и работах (1911).
- Закон о местных строительных рабочих (1951).
- Закон о местном труде (урегулирование споров) (1953).
- Закон о примирении в промышленности (1956).

### Сегрегация в образовании
- Закон об образовании банту (1953).
- Закон о расширении университетского образования (1959).
- Закон об образовании цветного населения (1963).
- Закон об образовании индейцев (1965).

### Сексуальный апартеид
- Закон о безнравственности 1927 года запрещал внебрачные половые отношения между белыми и чернокожими.
- Закон о запрете смешанных браков 1949 года запрещал браки между белыми людьми и людьми других рас.
- Поправка к Закону о безнравственности 1950 года запрещала внебрачные половые отношения между белыми людьми и людьми других рас.

Эти законы были отменены Законом о внесении поправок в Закон о безнравственности и запрете смешанных браков 1985 года.

### Землевладение и географическая сегрегация
- Закон о землях коренных народов 1913 года ограничил владение землей чернокожими людьми 8% площади земель Южной Африки.
- Закон о доверительном управлении и землепользовании коренных народов 1936 года расширил дол. земли для чёрного населения, включив в него около 13% территории Южной Африки.
- Закон о землевладении азиатов и представительстве индийцев 1946 года ограничил право выходцев из Азии на владение землей в городах.
- Закон о групповых территориях 1950 года (вновь принятый в 1957 и 1966 годах) разделил городские районы на «групповые территории», в которых право собственности и проживания было ограничено определенными группами населения.
- Закон о развитии групповых территорий 1955 года стал частью механизма реализации Закона о групповых территориях.
- Закон о резервациях для цветного населения 1961 года и Закон о сельских зонах проживания цветного населения 1963 года создали «резервации» для цветного населения в сельской местности.
- Закон о сохранении цветных территорий, Закон № 31 от 1961 года, еще больше закрепил понятие «цветных территорий» в законодательстве и создал правовой механизм для изъятия земель для белых.
- Закон о контроле за иностранцами 1973 года смягчил ограничения на проживание выходцев из Азии в некоторых частях Южной Африки.

Эти и другие дискриминационные акты, связанные с землевладением, были отменены Законом об отмене мер по распределению земли по расовому признаку 1991 года.

### Принятие законов о контроле за внутренней миграцией
- Закон о коренных жителях (городские районы) (1923)
- Закон о консолидации коренных жителей (городских территорий) (1945)
- Закон о предотвращении незаконного сквоттинга (1951)
- Закон о внесении изменений в законы коренных народов (1952)
- Закон о коренных жителях (отмена пропусков и согласование документов) (1952)
- Закон о переселении коренных народов (1954)
- Закон о коренных народах  (1956)
- Закон о городских советах банту (1961)
- Закон о местных органах власти для чернокожих (1982)

Законы о пропусках были отменены Законом об идентификации 1986 года, а законы о контроле над миграцией — Законом об отмене контроля над притоком 1986 года.

### Политическое представительство
- Закон о Южной Африке 1909 года, объединивший четыре южноафриканские колонии в унитарное государство, сохранил избирательные правила без изменений, что означало, что имеющие право голоса чернокожие избиратели Капской провинции могли голосовать за Палату собрания. Это было укоренившееся положение, защищенное требованием большинства в две трети голосов на совместном заседании парламента для изменения избирательного права, соответствующего требованиям Кейптауна.
- Закон о представительстве коренных народов 1936 года, принятый необходимым большинством в две трети голосов, исключил чернокожих избирателей Капской провинции из общего списка избирателей и поместил их в отдельный список, что позволило им избирать только трех членов в Палату собрания. Закон также предусматривал назначение четырех сенаторов, избираемых косвенным путем, для представления интересов чернокожего населения по всей стране. Имеющие право голоса цветные избиратели в Капской провинции остались в общем списке.
- Закон о землевладении и представительстве индийцев 1946 года позволял индийцам в провинциях Трансвааль и Наталь избирать трех членов Палаты собрания и двух сенаторов, но это представительство было отменено Законом о поправках к азиатским законам 1948 года.
- Закон о раздельном представительстве избирателей 1951 года исключил цветных избирателей Капской провинции из общего списка избирателей и поместил их в отдельный список, что позволило им избирать только четырех членов в Палату собрания. Первоначально законопроект не был принят большинством в две трети голосов, и Апелляционное отделение Верховного суда признало его недействительным на этом основании, что спровоцировало «конституционный кризис цветного голосования». Впоследствии правительство изменило порядок выборов в Сенат и большинством в две трети голосов приняло Закон о внесении поправок в Закон о Южной Африке 1956 года, утвердив Закон о раздельном представительстве избирателей.
- Закон о содействии самоуправлению банту 1959 года отменил оставшееся парламентское представительство чернокожего населения в соответствии с Законом о представительстве коренных народов.
- Поправка к Закону о раздельном представительстве избирателей 1968 года отменила оставшееся парламентское представительство цветного населения, а поправка к Закону о Совете представителей цветного населения 1968 года заменила его выборным «Представительским советом» с ограниченными полномочиями.
- Закон о запрете политического вмешательства 1968 года запретил многорасовые политические партии.
- Конституционный акт Южно-Африканской Республики 1983 года учредил трехпалатный парламент с отдельными палатами, представляющими белых, цветных и индийцев. Чернокожие по-прежнему не были представлены.

Конституция Южно-Африканской Республики 1993 года установила всеобщее избирательное право для граждан вне зависимости от расового происхождения.

### Раздельная застройка и бантустаны
- Закон об управлении коренными народами 1927 года предоставил исполнительной власти широкие полномочия по управлению «коренными резервациями» и людьми, проживающими в них, путем провозглашения.
- Закон об органах власти банту 1951 года установил иерархию племенных, региональных и территориальных органов власти во главе с вождями и назначаемыми советниками для управления резервациями.
- Закон о содействии самоуправлению банту 1959 года предусматривал преобразование территориальных органов власти в самоуправляющиеся бантустаны .
- Закон об инвестиционных корпорациях банту 1959 года учредил корпорацию для развития экономики бантустанов.
- Конституционный акт Транскея 1963 года сделал Транскей автономной самоуправляемой территорией с частично выборным собранием.
- Закон о корпорациях по развитию хоумлендов банту 1965 года учредил отдельные корпорации экономического развития для различных хоумлендов.
- Закон о гражданстве земель банту 1970 года предоставил чернокожим гражданам одного из бантустанов право на получение независимости с намерением, что после обретения бантустанами независимости они перестанут быть гражданами Южной Африки.
- Закон о конституции хоумлендов банту 1971 года позволил другим хоумлендам стать автономными самоуправляемыми территориями, подобными Транскею.
- Закон о статусе Транскея 1976 года провозгласил Транскей независимым государством и более не частью Южной Африки. Эту независимость не признала ни одна страна, кроме Южной Африки.
- Закон о статусе Бопутатсваны 1977 года, Закон о статусе Венды 1979 года и Закон о статусе Сискей 1981 года аналогичным образом провозгласили Бопутатсвану, Венду и Сискей независимыми государствами.

Бантустаны были упразднены Конституцией Южно-Африканской Республики 1993 года, а номинально независимые штаты были вновь включены в состав Южной Африки.

### Запреты политических объединений, заключение под стражу без суда и государственная безопасность
- Закон о подавлении коммунизма (1950).
- Закон об общественной безопасности (1953).
- Закон о беспорядках и собраниях (1956).
- Закон о незаконных организациях (1960).
- Закон о возмещении ущерба (1961).
- Закон о внесении изменений в общее законодательство (1963).
- Закон о терроризме (1967).
- Закон о возмещении ущерба (1977).
- Закон о внутренней безопасности (1982).